# أثيكيا
أثيكيا (باليونانية: Αθίκια)‏ هي مدينة في كورينثيا في مقاطعة كورينثيا في اليونان. يبلغ عدد سكانها حوالي 1835 نسمة.